# Spišskopodhradské travertíny
Spišskopodhradské travertíny este o arie protejată (arie specială de conservare — SAC, sit de importanță comunitară — SCI) din Slovacia întinsă pe o suprafață de 231,31 ha, integral pe uscat.

## Localizare
Centrul sitului Spišskopodhradské travertíny este situat la coordonatele 48°59′30″N 20°45′42″E / 48.991625°N 20.761554°E.

## Înființare
Situl Spišskopodhradské travertíny a fost declarat sit de importanță comunitară în aprilie 2004 pentru a proteja 5 specii de plante și 7 specii de animale. Situl a fost protejat și ca arie specială de conservare în martie 2004.

## Biodiversitate
Situată în ecoregiunea alpină, aria protejată conține 15 habitate naturale: Formațiuni de Juniperus communis pe lande sau pajiști calcaroase, Mlaștini alcaline, Peșteri inaccesibile publicului, Pajiști stepice subpanonice, Pajiști carstice calcaroase sau bazofile, de Alysso-Sedion albi, Păduri de stejar și carpen Galio-Carpinetum, Păduri aluvionare cu Alnus glutinosa și Fraxinus excelsior (Alno-Padion, Alnion incanae, Salicion albae), Păduri pe pante, grohotișuri și ravene de Tilio-Acerion, Pajiști uscate seminaturale și facies de acoperire cu tufișuri pe substraturi calcaroase (Festuco-Brometalia) (* situri importante pentru orhidee), Pante stâncoase calcaroase cu vegetație casmofită, Pășuni continentale udate de apa mării, Păduri panonice cu Quercus pubescens, Fânețe de joasă altitudine (Alopecurus pratensis, Sanguisorba officinalis), Pajiști panonice carstice (Stipo-Festucetalia pallentis), Pajiști uscate seminaturale și facies de acoperire cu tufișuri pe substraturi calcaroase (Festuco-Brometalia) (* situri importante pentru orhidee).
La baza desemnării sitului se află mai multe specii protejate:
- plante (5): papucul doamnei (Cypripedium calceolus), Dracocephalum austriacum, Iris aphylla subsp. hungarica, Pulsatilla slavica, Pulsatilla subslavica
- amfibieni (1): izvoraș-cu-burta-galbenă (Bombina variegata)
- mamifere (5): liliac cârn (Barbastella barbastellus), liliac comun (Myotis myotis), liliacul mare cu potcoavă (Rhinolophus ferrumequinum), liliacul mic cu potcoavă (Rhinolophus hipposideros), popândău (Spermophilus citellus)
- nevertebrate (1): Vertigo angustior

Pe lângă speciile protejate, pe teritoriul sitului au mai fost identificate 64 de specii de plante, 3 specii de amfibieni, 14 specii de mamifere, 1 specie de nevertebrate, 7 specii de reptile.